# Музей на Възраждането, Варна
Музеят на Възраждането е исторически музей във Варна, България.

## История
Музеят на Възраждането е създаден през 1959 г. от проф. д-р Велко Тонев. Открит е на 4 октомври с.г. в старинната сграда на първото българско училище във Варна. През 2006 г. след съдебни спорове е преместен в специално реставрирана за случая къща във възрожденски стил. Тя е строена през втората половина на XIX в. и е имала различно предназначение през годините, включително като девическо училище след Освобождението. 

## Експозиция
Новата експозиция на музея е разположена на два етажа, като е съобразена с условията на сградата. На първия етаж е отразено значението на Варна като стратегически пункт по Западното Черноморие и участието на Варненския край в руско-турските войни от края на XVIII в. и първата половина на XIX в. Чрез литографии и оръжие са показани събития и личности, оказали влияние по време на войните. В специално изработена витрина е експонирана ключалката с ключ от Пристанищните порти на варненската крепостна стена. Тези порти са заключвани с половин час по-късно от другите. Ключалката е един от малкото запазени артефакти от възобновената през 1835 г. по заповед на султан Махмуд II и разрушена в началото на XX в. крепостна стена. 
Експозицията на втория етаж е разположена в три зали. В Зала 1 е възстановена стаята на първото българско училище във Варна. Училището отваря врати през 1860 г. в къщата на брадваря Пейко Пенев. През 1862 г. след специално разрешение за строеж (този документ се съхранява в музея и до днес), е построена нова сграда за училище, която приютява българчетата. В същата сграда, намираща се днес на ул. 27 юли No 9, през 1865 г. първият етаж е пригоден за църква като допълнително е изградена абсида, а на вторият етаж през 1870 г. е направено още едно разширение за първото варненско читалище „Възрождение”. По подобие на взаимното училище през 1961 г. Велко Тонев съвместно с Минко Гечев възстановяват обстановката на училищна стая. Тази идея е реализирана за пръв път в България именно в Музея на Възраждането във Варна. Днес посетителите могат да видят  възстановката и в новата сграда на музея, в която са изложени чиновете с пясък, различни пособия за писане, учебници и тетрадки от епохата. Интерес представляват разнообразните поощрения и награди, които учениците са получавали за знанията си.
Зала 2 представя Варна в различните етапи на търговска, културно-просветна и църковна дейност, както и участници в събитията от епохата. Чрез различни принтове и пана са пресъздадени събития, оказали влияние не само в развитието на града, но и от значение за българските земи – построяването на първата ж.п. линия Варна – Русе, изграждането на телеграфа, създаването на множество търговски къщи, включително чуждестранни, отварянето на консулства на различни държави. В няколко витрини могат да се видят портрети на варненските учители и други личности, повлияли върху възраждането на града и спомогнали за създаването на българското училище, читалище и църква. Показани са списания и книги от епохата, сред най-цените от които е първото издание на „Рибния буквар” от 1824 г. на д-р Петър Берон, Стематография от 1741 г. на Хр. Жефарович, Царственик от 1844 г. на Хр. Павлович, Неделник от 1806 г. на Софроний Врачанки. Музеят на Възраждането разполага с богата колекция от старопечатни и ръкописни книги. Сред ценните експонати са ръкописно Евангелие на йеромонах Данаил Етрополски, псалтир от XIII в., различна богослужебна и светска литература.
Зала 3 е обособена като зала, посветена на революционното движение на Варна и Варненския край, Освобождението на България и Варна. Представени са различните етапи на национално-освободителните борби, израстването на идеята за свобода през тези етапи и през погледа на идеолозите на българската национална кауза – хайдутство, четническо движение, Раковски, Левски... Сред особено ценните експонати е съхранената сабя с револвер на големия български воевода Хаджи Димитър, достигнала до нас благодарение на неговата сестра, Бойка Асенова, живяла във Варна след Освобождението.
Варна е последният освободен български град – решението за освобождението на града е взето на Берлинския конгрес (1-13 юни 1878 г.). И днес посетителите могат да видят подносът, с който на 27 юли 1878 г. българите посрещат с хляб и сол руските войски на ген. л-т Столипин в двора на първото българско училище и църква. След Освобождението във Варна живеят много опълченци – участници в руско-турската освободителна война 1877-1878 г. Музеят съхранява спомена за тях и техният героизъм чрез различни лични вещи – оръжия, награди, дневници и др., които напомнят за героичният им подвиг.